# Amy Lindsay
Pour les articles homonymes, voir Lindsay.
Amy Lindsay, née à Columbus le 3 septembre 1966, est une actrice américaine.

## Biographie

### Formation
Lindsay a étudié à l'Université du Texas. Elle a un diplôme de journaliste avec option art dramatique.

### Carrière
Elle tourne principalement dans des films érotiques. Elle se produit parfois sous le nom de Leah Riley.
Elle paraît occasionnellement à la télévision, notamment dans Star Trek: Voyager dans l'épisode "Endgame", dans Silk Stalkings, et dans Pacific Blue dans le rôle de Sherry Drake.
En 2016, BuzzFeed rapporte qu'elle apparaît dans une vidéo promotionnelle dans le cadre de la campagne présidentielle de Ted Cruz de 2016 (en). Amy Lindsay déclare à BuzzFeed qu'elle est une conservatrice chrétienne et républicaine, penchant pour Ted Cruz ou Donald Trump. L'équipe de campagne de Ted Cruz affirme n'avoir pas eu connaissance de la « filmographie complète » de Lindsay et retire la vidéo peu après la révélation,.

### Vie privée
Le 19 janvier 1991, elle épouse l'avocat Ronald G. Skloss dans le comté de Harris (Texas), mais elle divorce le 30 janvier 1997 dans le comté de Travis (Texas). En juillet 2005, elle s'est mariée à l'acteur Hoyt Richards ; ils ont divorcé en décembre 2009.

## Filmographie
- 1994 : The House on Todville Road de Robert Burge : Isadora
- 1995 : The Dark Dancer de Robert Burge : Margaret (adolescente)
- 1995 : Exploding Angel d'Hugh Gallagher : Angel
- 1996 : Portrait de femme (The Portrait of a Lady) de Jane Campion : Miss Molyneux
- 1997 : Confessions of a Lap Dancer de Mike Sedan : Jo
- 1997 : Women: Stories of Passion (en) : Alien Hunk
- 1997 : Les Dessous de Palm Beach (Silk Stalkings) : White
- 1998 : Intimate Sessions : Karen
- 1998 : Erotic Confessions : Amy
- 1998 : Beverly Hills Bordello : Annie
- 1998 : Confessions of a Call Girl d'E.J. Samuels : Chloé
- 1998 : Secrets of a Chambermaid (Les secrets d'une femme de chambre) : J.J.
- 1998 : Femalien II de Cybil Richards : Terry
- 1999 : Pleasure Zone: Volume 2 : Tanya
- 1999 : All Along the Watchtower (en) : Mrs. Hutcheson
- 1999 : Pacific Blue : Sherry Drake
- 1999 : Timegate: Tales of the Saddle Tramps de Dan Golden  : Grace
- 1999 : The Pleasure Zone : Trisha
- 1999 : Forbidden Sins (en) de Robert Angelo : Molly Malone
- 2000 : Warpath de Peter Maris : Cindy Lake
- 2000 : Indecent Disclosure d'Anita Winn (téléfilm) : Sandra
- 2000 : The Voyeur : Paula
- 2000 : Casting Couch
- 2000 : Perfumed Garden de Jag Mundhra : Lisa
- 2000 : Ma sœur est une extraterrestre (en) : Becca
- 2001 : Intimité de Patrice Chéreau
- 2001 : Sex Files: Double Identity : Chloé
- 2001 : Star Trek : Voyager : Lana
- 2001 : Passion Lane de Lucas Riley : Olivia
- 2002 : Radio Erotica de Stephanie McLellan : Dr. Whitney
- 2002 : Behind Closed Doors de Stephanie McLellan : Femme
- 2002 : Guenièvre Jones : Winifred Winters (Wind)
- 2003 : Exposed de Clinton J. Williams : Angelle Taylor
- 2003 : Final Examination (en) de Fred Olen Ray : Kristen Neal
- 2003 : Passion's Desire de Mike Sedan : Jill
- 2003 : The Best Sex Ever : Julie
- 2003 : Descendant (en) de Kermit Christman et Del Tenney : Dee
- 2003 : Bikini Airways : Pam
- 2003 : Bad Bizness de Jim Wynorski et Albert Pyun : Brittany Johnson
- 2004 : Kinky Sex Club de C.W. DeVeaux : Faye
- 2004 : Private Sex Club de Gionni Travis (téléfilm) : Alex
- 2005 : Insatiable Desires de B.R. Lewis (téléfilm) : Dr. Karin Clemens
- 2005 : Reality Sex de C.W. DeVeaux (téléfilm) : Maria
- 2005 : Diary of Seduction de Woquini Adams : Malena Powers
- 2004-2005 : Black Tie Nights (Série télévisée) : Olivia Hartley
- 2005 : The Sex Spa II: Body Work de Woquini Adams : Diane
- 2006 : Insatiable Obsession de Woquini Adams : Winn Blake
- 2006 : Sex Games Vegas (Série télévisée) : Justine
- 2007 : The Erotic Traveler (en)  (Série télévisée) : Talia LaPeci
- 2007 : Hers de Jeong Jung Kim : prostituée
- 2007 : Sin City Diaries (Série télévisée) : Margo
- 2007 : Co-Ed Confidential (en) : Sur Sara
- 2008 : Dog Tags de Damion Dietz : Trish Huddle
- 2008 : Deviant Whores de Victor Dubanai : Karin
- 2010 : MILF de Scott Wheeler : Holly Reese
- 2011 : Celebrity Sex Tape de Scott Wheeler : Shelby Jones
- 2011 : Rachel's Return  : Natalie
- 2011 : Showstopper de Myke Michaels : Katherine Mitso
- 2011 : Paradox Alice d'Erika Dapkewicz : Kat Spencer
- 2012 : Gone Dark : Bunny Wunny
- 2014 : Camp Takota de Chris Riedell et Nick Riedell : Kathy Fefferman
- 2014 : Bachelor Night de  Maximilian Elfeldt et Jeff Newman : Mary